# NATO-Ostflanke

NATO-Ostflanke (Estland, Lettland, Litauen, Polen, Slowakei, Ungarn, Rumänien und Bulgarien)

Die NATO-Ostflanke oder kurz Ostflanke sind die osteuropäischen Länder der NATO, welche an Russland, Belarus und der Ukraine angrenzen. Namentlich sind das die Länder Estland, Lettland, Litauen, Polen, Slowakei, Ungarn und Rumänien. Manchmal werden auch andere Staaten dazu gezählt, welche dem Warschauer Pakt angehörten und später der NATO beitraten, also Bulgarien und Tschechien.
Diese Länder werden stark von Russland bedroht. Entsprechend sind diese Länder stärker militarisiert und halten das Zwei-Prozent-Ziel der NATO bereits seit 2020 ein. Ungarn, die Slowakei und Bulgarien sagten, sie werden das Ziel 2024 erreichen. Dennoch sind die Länder darauf angewiesen, dass zusätzliche NATO-Truppen zur Abschreckung bei ihnen stationiert sind. Auch ist ihr Militär häufig mit alten Waffensystemen aus sowjetischer Produktion ausgerüstet, wenngleich ein Prozess läuft, Waffen zu modernisieren.
Aufgrund des Ausbruches des Russisch-Ukrainischen Krieges entschieden die NATO-Staaten, die Ostflanke zu stärken, und entsandten bereits mehr Truppen. Zurzeit sind etwa 40.000 NATO-Soldaten zusätzlich an dieser Flanke stationiert.
Innerhalb der Ostflanke befindet sich die Suwalkilücke, welche zwischen dem russischen Kaliningrad und Belarus liegt. Über diese Lücke, so die Befürchtung, könnte Russland den Landweg zwischen den Baltischen Staaten und Polen abschneiden. So übten russische und belarussische Soldaten dieses Angriffszenario in ihren gemeinsamen Sapad-Militärmanövern. Durch den NATO-Beitritt Finnlands und Schwedens wird davon ausgegangen, dass die Sicherheit der Balten damit erhöht und weniger Druck auf der Suwałki-Lücke lasten würde.
Ein weiterer Schwachpunkt ist die belarussische Stadt Brest, bei der russische Truppen aufmarschieren und in Ostpolen eindringen könnten. Dieses Gebiet wäre schwer zu verteidigen, da kaum natürliche Hindernisse vorhanden sind.
Im Kalten Krieg konzentrierte sich die NATO-Ostflanke auf die Innerdeutsche Grenze. Vor allem der Fulda Gap wäre eine heiße Kampfzone bei einem Kriegsausbruch gewesen.